# Volto Santo di Lucca
Il Volto Santo di Lucca è un crocifisso ligneo, che la leggenda definisce un'immagine acheropita ossia non fatta da mano d'uomo e che è stato al centro di una diffusa venerazione in tutta Europa fin dal Medioevo.
La critica era concorde nel ritenere che l'attuale crocifisso fosse una copia del XII o XIII secolo della statua originale, approntata dunque per sostituire una croce più antica gravemente danneggiata. Tuttavia indagini condotte nel corso del 2020, basandosi proprio sullo stato attuale della scultura, coperta di nerofumo e su cui non è pensabile condurre indagini distruttive o di restauro di grande portata, ne ha svelato l'antichità e l'originalità: gli ultimi esami con il carbonio-14 la fanno infatti risalire tra gli ultimi
decenni dell’VIII e l’inizio del IX secolo. Si tratta del crocifisso più antico dell'Occidente.
È attualmente conservato in un tempietto a pianta centrale costruito da Matteo Civitali nel 1484, nella navata sinistra del Duomo di San Martino a Lucca. La grandissima venerazione ne ha fatto il vero e proprio Palladio della città, attirando i pellegrinaggi e di fatto eclissando il santo protettore titolare della città san Paolino, tanto che la massima festa religiosa della diocesi è proprio la festa dell'Esaltazione della Santa Croce che ricorre il 13-14 settembre.
Il Volto Santo dà anche il nome moderno ad un tratto della via Francigena detto appunto Via del Volto Santo.

## LaLeggenda Leboiniana
Nel XII secolo un diacono della Diocesi di Lucca di nome Leboinio, per fornire una base documentale alla sempre crescente venerazione tributata all'immagine, scrisse una Relatio de revelatione sive inventione ac translatione sacratissimi vultus (Racconto della creazione, scoperta e traslazione del santissimo volto) che è oggi nota come la Leggenda Leboiniana. In realtà la relatio riunirebbe tre nuclei leggendari diversi, comunque riferibili all'epoca del vescovo Rangerio (1097-1112).
In questa relatio si descrive l'arrivo a Luni nel "782 al tempo di Carlo Magno e del figlio Pipino" (in realtà la relatio indica l'anno 742, ma è sicuramente un errore di trascrizione, visto che Pipino nacque nel 773 e fu eletto Re D'Italia solo nel 781), di una statua contenente numerose reliquie rappresentante un Cristo in croce scolpito da quel San Nicodemo, membro del Sinedrio e discepolo di Gesù che, con Giuseppe di Arimatea, depose Cristo nel sepolcro. La leggenda riporta anche che Nicodemo si sarebbe trovato di fronte all'impossibilità di riprodurre il volto del Messia e che l'immagine sarebbe stata da lui ritrovata già scolpita in modo miracoloso (immagine acheropita). La connotazione dell'immagine come acheropita e per di più contenitore per reliquie, veniva così accentuata per allontanare le accuse di idolatria, non rare nel caso di culto di immagini tridimensionali di tale grandezza. 

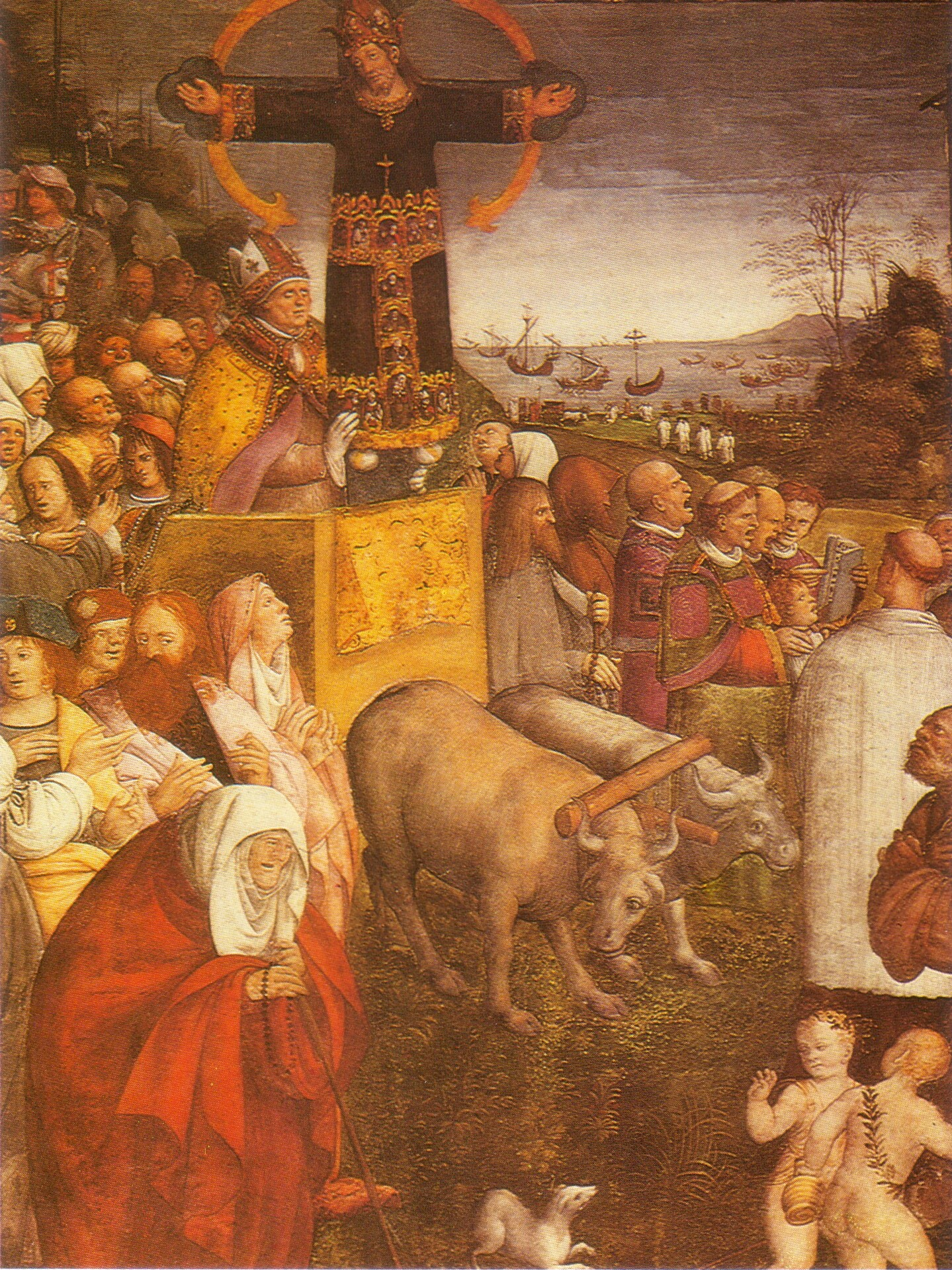
Lucca, Affresco di Amico Aspertini in San Frediano che raffigura il trasferimento del Volto Santo verso Lucca narrato nella leggenda leboiniana

La leggenda continua raccontando che per sfuggire alla minaccia di distruzione essa venisse posta a Jaffa in Israele su una nave priva di equipaggio, lasciata libera di navigare a tutti i venti, che infine giunse nel Mar Ligure, di fronte al porto di Luni. La nave avrebbe resistito ad ogni tentativo di abbordaggio da parte dei lunensi, salvo poi approdare spontaneamente a riva dopo l'esortazione del vescovo di Lucca Giovanni I, giunto nel frattempo nella zona dopo essere stato avvisato in sogno della presenza sulla nave del Volto Santo. Una volta portato a terra, il crocifisso fu ancora disputato da lunensi e lucchesi e fu quindi deciso di affidarlo ad un carro trainato da buoi che avrebbero dovuto scegliere spontaneamente, guidati da Dio, la destinazione finale. I buoi presero la strada per Lucca e quindi i lunensi furono costretti a rinunciare al possesso della statua, ricevendo in compensazione un'ampolla del Sangue di Cristo prelevata da dentro il crocifisso. Tale reliquia è ancora oggi conservata e venerata nel Duomo di Sarzana, essendovi giunta dopo l'abbandono di Luni.
I lucchesi accolsero immediatamente con grande venerazione il crocifisso del Volto Santo, il quale fu posto nella Chiesa di S. Frediano. Al mattino seguente però, il Volto Santo era sparito: esso fu ritrovato in un orto nelle immediate vicinanze del luogo dove oggi si trova il Duomo di S. Martino, che venne costruito dalla cittadinanza per ospitare il Volto Santo. Ed è proprio per ricordare questo "miracoloso viaggio", che ogni anno il 13 settembre i lucchesi fanno la Luminara, una processione che si snoda per la città, illuminata da migliaia di lumini appesi alle finestre, alla quale partecipano tutte le parrocchie della lucchesia, le cariche politiche, le cariche religiose, le bande musicali, l'Associazione dei lucchesi nel mondo, più balestrieri e figuranti in abiti medioevali.
La devozione al Volto Santo ricevette nuovo impulso con gli scritti mistici della suora carmelitana francese Suor Marie de Saint-Pierre de la Sainte Famille (1816-1848), ripresi e ampliati dal Servo di Dio Leon Dupont. Nel 1885, il Breve Tam pro Gallia quam ubique di papa Leone XIII rappresentò il primo riconoscimento pontificio di una confraternita dedita all'adorazione del Santo Volto.

## La critica storica

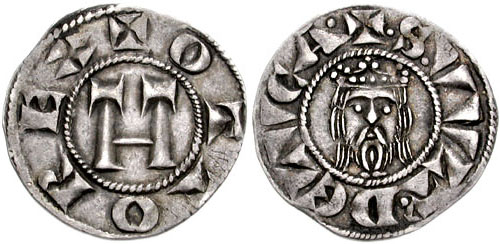
Un grosso lucchese del XIII secolo con il Volto Santo

Una delle prime citazioni del crocifisso risale al vescovato (1060-70), di Anselmo di Lucca, che presenziò alla consacrazione della nuova cattedrale il 6 ottobre 1070. Una parte della letteratura sulla statua, basandosi sulla leggenda leboiniana che parla di una origine mediorientale, ritiene che il crocifisso ligneo non sia da riferirsi alla scultura occidentale, vista anche la particolarità iconografica del Cristo colobiato. La posizione opposta è difesa da altri studiosi, che fanno tra l'altro notare come il Cristo non indossi affatto un colobium, bensì una tunica manicata, cioè un indumento sacerdotale. La stessa esistenza di statue di grandi dimensioni in Oriente è stata posta in dubbio. In ogni caso, vi sono motivi stilistici che negherebbero l'origine orientale della classe di crocifissi riferibili al volto santo. Primo fra tutti, lo sguardo dei crocifissi, sia pur dagli occhi fissi e sporgenti come idoli precristiani, si fissa direttamente sull'osservatore, e sembra seguirlo con gli occhi. Un simile rapporto diretto col popolo è quanto di più estraneo all'arte orientale, le cui immagini fissano il vuoto in un totale estraniamento.

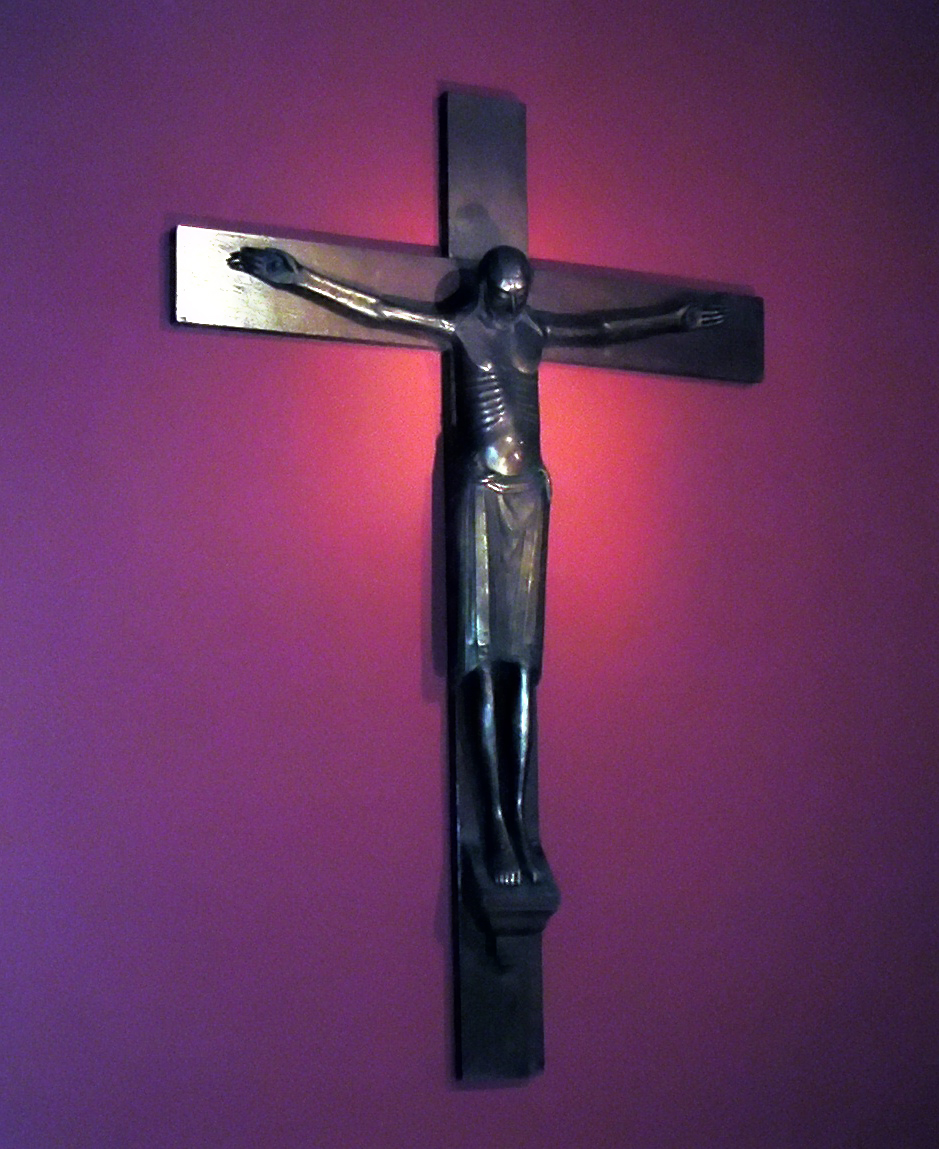
Croce del Monastero di Werden

La presenza di croci monumentali in area occidentale è testimoniata dalla Gerokreuz nel Duomo di Colonia che si data all'epoca del vescovado di Gero, cioè già al 960-970, o alle grandi croci ottoniane di Pavia e Vercelli, datate rispettivamente ante 996 e ante 1026 fino alla croce del Monastero di Werden, datata 1060; le croci rappresentano Cristo col la cintura di lino e sono tutte del tipo a quattro chiodi, cioè coi piedi non sovrapposti.
In una conferenza stampa tenutasi nel Duomo di Lucca il 19 giugno 2020, l'Istituto Nazionale di Fisica Nucleare ha presentato i risultati del carbonio 14, dal quale è risultato che il santo crocifisso è databile fra gli ultimi decenni dell'VIII secolo e l'inizio del IX secolo. La datazione scientifica confermerebbe la data del 782 contenuta nella Relatio della leggenda leboiniana menzionata, in precedenza ritenuta storicamente inattendibile.
È sicuramente la statua lignea a soggetto religioso cristiano più antica, ma occorre precisare, restando in ambito italiano, che i tre xoana da Palma di Montechiaro del VII-VI secolo a.C. e lo xoanon dal santuario di Mefite, ora presso il Museo Irpino, variamente attribuito in un arco cronologico fra V e I secolo a.C., sono comunque più antichi. 
Grazie alla popolarità raggiunta dalla antica statua vennero prodotte molte copie, soprattutto xilografie, ad uso dei pellegrini, che accorrevano a Lucca da ogni parte d'Europa. Queste copie, che cominciano già al principio del XII secolo, presero nome di Volto Santo, o Volto Santo di Lucca. 
Non è molto noto il fatto che la croce venerata a Lucca non è affatto un'opera isolata. La leggenda che la dichiara acheropita ha fatto sì che i fedeli, ma anche gran parte degli storici dell'arte, la considerasse un unicum; in realtà si tratta del più celebre membro di una classe di crocifissi oggi sparsi in tutta Europa, e oltre. Sono evidentemente accostabili al volto santo di Lucca (citeremo solo i più significativi):
- la Majestat de Caldes de Montbui (Barcellona, Spagna) con tutta una serie di crocifissi catalani, come la Majestat Batlló di Barcellona
- il Crocifisso Brummer conservato al Metropolitan Museum of Art di New York,
- la Croce di Imervard nel Duomo di Braunschweig, Germania.
- il Crocifisso di Erp, conservato a Colonia, Erzbischöfliches Diozesan Museum
- il Crocifisso da Väversunda, Östergöotland Svezia, conservato al Statens Historiska Museum
- il Crocifisso da Forsby, Västergöotland Svezia, conservato al Statens Historiska Museum
- il Crocifisso di Dobbiana frazione di Filattiera conservato nella Chiesa locale dedicata a S.Giovanni Battista e che secondo la stessa tradizione lucchese giunse sul luogo trasportato da due buoi aggiogati.
- il Volto Santo di Sansepolcro, che il recente restauro avrebbe rivelato come molto antico anche se non quanto quello lucchese.

Il 12 settembre 1655 la sacra reliquia fu solennemente incoronata con l'oro donato dalla cittadinanza di Lucca a seguito dell'appello lanciato da frate Candido da Verona la prima domenica di quaresima di quell'anno.
La reliquia fu oggetto di una venerazione ininterrotta da parte della città, ma iniziò ad essere studiata solamente a partire dal XIX secolo.
Secondo uno studio condotto da Giulio Fanti dell'Università di Padova e presentato al congresso internazionale di sindonologia di Engelberg nel 2000 da Giulio Dante Guerra, il Volto Santo di Lucca è perfettamente sovrapponibile col Volto Santo della Sacra Sindone.

## Descrizione
La statua misura 265 per 224 cm ed è stata scolpita in legno di noce nell'VIII secolo, successivamente dipinta ed ancora successivamente ricoperta da uno strato di nerofumo. Il Cristo è riportato in posizione eretta, con la testa leggermente reclinata e gli occhi aperti, il corrispettivo in pittura del Christus triumphans che rimase in voga fino all'inizio del XIII secolo. Il Cristo è vestito di una lunga tunica che copre arti inferiori e superiori completamente, lasciando scoperti solo mani e piedi. 
La corona dorata è chiaramente posticcia, così come tutti gli abbellimenti che vengono posti il 13-14 settembre in occasione della processione in  onore del Volto Santo. Anche i due angeli in adorazione che troviamo ai lati della statua entro il tempietto sono successivi.
I restauri, il cui termine è fissato per il 2025, hanno riportato alla luce la veste blu scuro, ottenuta con il lapislazzuli, e le maniche bordate a foglia d’oro, così come lo scollo e l’orlo, nonché uno strato sottostante la croce che è caratterizzato da una vivace policromia in rosso, porpora, blu e bianco.

## Miracoli

### Miracolo della mannaia
Il fatto accadde a Pietralunga l'11 settembre 1334, quando un certo Giovanni di Lorenzo di Picardia (Francia), per recarsi in pellegrinaggio a Lucca (Volto Santo), passando per Pietralunga, veniva ingiustamente accusato di avere ucciso un uomo e di conseguenza condannato a morte. Il povero uomo si rivolgeva fiducioso al Volto Santo tanto che, quando il boia tentò di tagliargli il collo con la mannaia, a questa le si rivoltò la lama. Di tale fatto esistono molte testimonianze probatorie, tra cui una lettera autografa di Branca de' Branci, podestà di Pietralunga, la registrazione del fatto miracoloso in un manoscritto conservato presso la Biblioteca del Convento dei Frati Cappuccini di Monte San Quirico di Lucca alle carte 45 e 46 e la stessa mannaja, che è conservata nel Duomo di Lucca, appesa vicino alla cappella del Volto Santo a testimonianza del miracolo accaduto.

### Miracolo del calzare d'argento
Si narra che un giullare molto povero e fedele al Volto Santo, si recasse a pregare intensamente per le sue miserie offrendo in segno di devozione l'unica cosa che possedeva, la sua arte giullaresca, e volteggiando così nel luogo sacro presso il crocifisso destò l'ira dei prelati e dei devoti. Il Volto Santo, agghindato di ori nella corona e nella veste, lasciò cadere una delle preziosissime ciabatte dorate (la destra) in segno di apprezzamento per il suo gesto puro e dargli la possibilità di far fronte alle proprie miserie. Quando l'uomo prese la preziosa ciabatta, fu acciuffato e gli fu intimato di restituire quello che appariva come il frutto di un furto. Nessuno credette al racconto miracoloso narrato dal povero, il quale fu incarcerato. Ma ogni tentativo di ricollocare la ciabatta dorata al piede del crocifisso fu inutile: essa continuava ad essere "rifiutata" dal piede della reliquia, come se fosse un dono ormai fatto al povero, ingiustamente incarcerato, avvalorando la versione del miracoloso dono sostenuta dall'uomo. Così il povero fu creduto e rilasciato e gli fu fatta una generosa donazione in denaro da parte della Chiesa a patto che rinunciasse alla santa ciabatta, che il povero accettò di buon grado.
Ancora oggi la ciabatta d'oro del Volto Santo non è fissata al piede del crocifisso, ma è semplicemente appoggiata e sorretta da un calice dorato, come se il piede del crocifisso continuasse a rifiutarla.

### Miracolo di una Copia nella Fiandre
Alla fine del XIV secolo, nelle Fiandre, una copia del Volto Santo lucchese suscitava venerazione e miracoli, ma vista la distanza dall'originale, nessuno sapeva più chi rappresentasse: la lunga veste impediva di riconoscervi un Cristo crocifisso, per il quale era ormai usuale l'uso del perizoma, facendo così piuttosto pensare a una donna; il problema era la barba, così si formò la leggenda di una santa che, volendo mantenere a ogni costo la verginità contro il volere del padre, che l'aveva promessa in sposa a un re di Sicilia, ottenne per grazia divina che una folta barba le coprisse il volto, rendendola indesiderabile, tanto da essere punita con la crocifissione. La santa assunse nei vari paesi d'Europa nomi diversi da Sankt Wilgefortis o Kümmernis in Germania a Sainte Débarras in Francia, entrando nel Martyrologium Romanum nel 1583, restandovi fino al secolo scorso e suscitando un'amplissima devozione popolare in tutta Europa, tranne che in Italia.

## Iconografia
Le caratteristiche iconografiche del Volto Santo di Lucca sono così particolari che, quando esso è stato riprodotto in pittura o scultura, gli artisti non hanno potuto ometterle: così come per agli attributi dei santi (ad esempio, le chiavi per san Pietro), esse hanno la funzione di rendere immediatamente riconoscibile il soggetto.
In particolare, oltre alle peculiarità del Cristo già tratteggiate (lunga veste manicata, tipologia "a quattro croci"), non mancano praticamente mai:
- il calice sotto il piede destro, a ricordo del miracolo più celebre, cui sovente si affianca la figura del musicante protagonista dell'evento;
- il grande arco di cerchio a mo' di nimbo (quasi una circonferenza), che circonda e sottolinea la figura di Gesù. A completamento della composizione talvolta sono raffigurati due angioletti, che possono trovarsi dentro o fuori dal nimbo.

La testa è sempre coronata. La tunica può essere semplice ma anche mostrarsi con i paludamenti preziosi che la rivestono a settembre di ogni anno, durante la festa della Santa Croce.
Il Volto Santo è stato riprodotto in varie opere pittoriche o scultoree, molte delle quali si trovano ben al di fuori dei confini lucchesi, anche oltralpe. Ecco qualche esempio tra quelli visibili sul territorio italiano.

### Affreschi
- A Parlascio, nei pressi di Casciana Terme Lari (PI), nel presbiterio della chiesa dei SS. Quirico e Giulitta, dipinto del XV secolo;
- A Pale di Foligno, nell'Eremo di S. Maria di Giacobbe
- a Roma nella basilica dei Santi Cosma e Damiano è presente un affresco del Volto Santo di Lucca databile al XV secolo, ma ridipinto successivamente;
- a Bologna in via Valdaposa, di fronte alla chiesa dello Spirito Santo, un affresco secentesco raffigura Il miracolo del pellegrino della Gallia davanti al Volto Santo di Lucca;
- a Bolzano, nella chiesa di S. Domenico, all'interno di un ampio affresco trecentesco conservato sulla parete destra, si può notare il "Volto Santo di Lucca": in basso a sinistra è raffigurato il menestrello protagonista del "miracolo del calzare", intento a suonare uno strumento ad arco (probabilmente una viella);
- a Vicenza, nella chiesa di Sant'Agostino, nella cappella detta del "Cristo Re ", affresco quattrocentesco, ben conservato;
- ad Assisi (PG), nella chiesa di Santa Chiara, parete di sinistra, resto di affresco: la parte inferiore del Volto Santo è identificabile anche dal calice posto sotto il piede destro[26].
- ad Aquileia (UD), nella Basilica di S. Maria Assunta, si trova un Volto Santo dall'inusuale tunica bianca[27].
- a Vallecupola di Roccasinibalda (Ri), nella chiesa di Santa Maria della Neve.

|  |  |
|  |  |

### Bassorilievi, statue e crocifissi
- A Lucca, in via del Fosso 191, il Volto Santo è riprodotto in un bel bassorilievo in terracotta custodito in una piccola edicola;
- a Montemarcello, frazione di Ameglia (SP), la chiesa di S. Pietro conserva un'ancòna marmorea del 1529 con il Volto Santo affiancato dai santi Rocco e Sebastiano, opera di Domenico Gar detto il francesino.;
- a Beverino (SP), nella chiesa dei Ss. Cornelio e Cipriano, si trova una statua policroma del Volto Santo, affiancata dai santi titolari realizzati a grisaille, sotto a un cartiglio che recita: "Croce della Speranza";
- a Sillano (LU), è conservato il Volto Santo di Rocca Soraggio, un crocifisso ritenuto una delle repliche più antiche del Volto Santo di Lucca, rimaneggiato nel 1594[28];

Così come in altri Paesi europei, anche in Italia non mancano crocifissi che, sebbene forse non desunti direttamente dall'iconografia del Volto Santo di Lucca, ne ricordano la tipologia soprattutto per il fatto di non avere i piedi sovrapposti e per la lunga veste che li caratterizza. Ad esempio:
- a Pisa, nella chiesa di S. Sisto, si trova un crocifisso ligneo del XIV secolo che ricorda molto quello lucchese;
- a Bitonto (BA), sul fianco meridionale della cattedrale di S. Maria Assunta, sopra la cosiddetta Porta della Scomunica, è raffigurato in bassorilievo un Cristo coronato, con lunga tunica manicata dotata di due cordoni pendenti e centrali, con i piedi non sovrapposti (tipo a quattro chiodi), iconografia che riconduce al Volto Santo di Lucca (ma anche, per altri versi, al Volto Santo di Sansepolcro)[29].
- a Santa Croce sull'Arno (Pi), nell'altare sinistro della Collegiata di S.Lorenzo è custodito il grande crocifisso ligneo (195 cmq x 155 cm) che da il nome al paese.  Della seconda metà del XIII secolo, realizzato in più parti di legno di pioppo, stucco e tempera, è uno dei pochi abbigliato con il colobium (la veste siriana) ricalca l'iconografia del Volto Santo custodito nella Cattedrale di Lucca.

|  |  |  |  |  |
|  |  |  |  |  |

## Culto esterno alla città di Lucca
Oltre a Lucca, altre città hanno deciso di dedicare chiese al Volto Santo. Una di queste è Venezia dove i setaioli lucchesi, noti in Italia nel Rinascimento si trasferirono in massa per motivi economici, ed eressero la Cappella del Volto Santo presso la Chiesa di Santa Maria dei Servi.
A Valencia e a Madrid nella chiesa di Nuestra Virgen de Atocha erano venerate delle immagini di diretta filiazione lucchese.
A Pietralunga, in Diocesi di Città di Castello, è documentata una devozione al Volto Santo di Lucca nel XIV secolo, a motivo di un miracolo ottenuto da un pellegrino.
A Messina il prestigioso Consolato della Seta, fondato nel 1520 per volontà del viceré di Sicilia Ettore Pignatelli e con espressa approvazione dell'imperatore Carlo V, fu ospitato momentaneamente nella chiesa di San Michele della confraternita dei tessitori di drappi di seta ma, già qualche mese dopo, per distinguersi dal sodalizio religioso, si trasferì in una cappella della chiesa di Sant'Agostino. Dopo qualche anno la prestigiosa magistratura tessile, guidata da quattro consoli, spostò la propria sede nella chiesa dei padri Carmelitani finché nel 1591 eressero un primo oratorio dedicato alla Santa Croce nel Piano di Terranova, accanto all'antico arsenale. Già nel 1593 divenne una vera e propria chiesa con accanto magazzini e depositi. Il luogo di culto verrà poi denominata anche del Volto Santo per l'arrivo di mercanti lucchesi che introdussero questa particolare devozione. A fine Seicento, intorno al 1695, la chiesa ed i locali annessi furono requisiti dal viceré duca d'Uzeda per adibirli a sede della Dogana Regia della nuova Scala Franca. La confraternita del Consolato della Seta, quindi, riedificherà una nuova chiesa che risultava finita già il 1 aprile del 1699 e dedicata al Santo Volto di Cristo sotto il titolo della Santa Croce, ma anche questo luogo di culto verrà demolito nei fatti d'arme del 1718. L'Arte della Seta si trasferì nella chiesa della Madonna del Soccorso, vicino alla parrocchiale di San Leonardo, ove fu traslato il venerato dipinto del SS. Crocifisso di Lucca opera di Giovanni Comandè. Questa chiesa crollerà con il terremoto del 1783.

## Citazioni
- Dante cita il Volto Santo nella Divina Commedia, e più precisamente nel canto XXI dell'Inferno, nella quinta bolgia, dove gli imbroglioni, i concussori e i corrotti scontano le loro pene immersi nella pece bollente e torturati da diavoli muniti di affilati uncini. Tra i peccatori vi è un personaggio lucchese molto noto all'epoca, Martino Bottario, definito come "anziano di Santa Zita", in quanto magistrato di Lucca. Egli viene preso in giro con perfida ironia da alcuni diavoli, che lo scherniscono dicendo "qui non ha loco il Santo Volto!", cioè i diavoli indicano che è inutile pregare il Volto Santo, perché la dannazione che sta subendo è eterna. E subito insistono "qui si nuota altrimenti che nel Serchio", cioè ironizzano sul supplizio di nuotare nella nera pece bollente rispetto alle fresche acque del fiume Serchio che bagna Lucca.
- Il Volto Santo appare in una tavola del fumetto Dago (Robin Wood, Carlos Gomez) dove il protagonista, in compagnia di Michelangelo Buonarroti, fa visita alla cattedrale di San Martino.